# Католицька церква в Мозамбіці
Като́лицька це́рква в Мозамбі́ці — найбільша християнська конфесія Мозамбіку. Складова всесвітньої Католицької церкви, яку очолює на Землі римський папа. Керується конференцією єпископів. Станом на 2004 рік у країні нараховувалося близько 4 314 000 католиків (22,33% від усього населення). Існувало 12 діоцезій, які об'єднували 280 церковних парафій. Кількість священиків — 498 (з них представники секулярного духовенства — 186, члени чернечих організацій — 312), постійних дияконів — 1, монахів — 536, монахинь — 979. На території Мозамбіку існує 3 церковні провінції (Бейрівська, Мапутська і Нампульська). Найстарша єпископська катедра — Мапутська (колишня Лоренсу-Маркешська, з 1940 року). Близько 22 % населення країни — католики (2004).

## Статистика
Згідно з «Annuario Pontificio» і Catholic-Hierarchy.org:
| Рік  | Населення | Населення  | Населення | Священики | Священики | Священики | Священики           | Диякони | Ченці    | Ченці | Парафії |
| Рік  | католики  | загалом    | %         | загалом   | секулярні | ченці     | вірних на священика | Диякони | чоловіки | жінки | Парафії |
| ---- | --------- | ---------- | --------- | --------- | --------- | --------- | ------------------- | ------- | -------- | ----- | ------- |
| 2004 | 4 314 000 | 19 318 000 | 22,33     | 498       | 186       | 312       | 21 174              | 1       | 536      | 979   | 280     |

## Історія

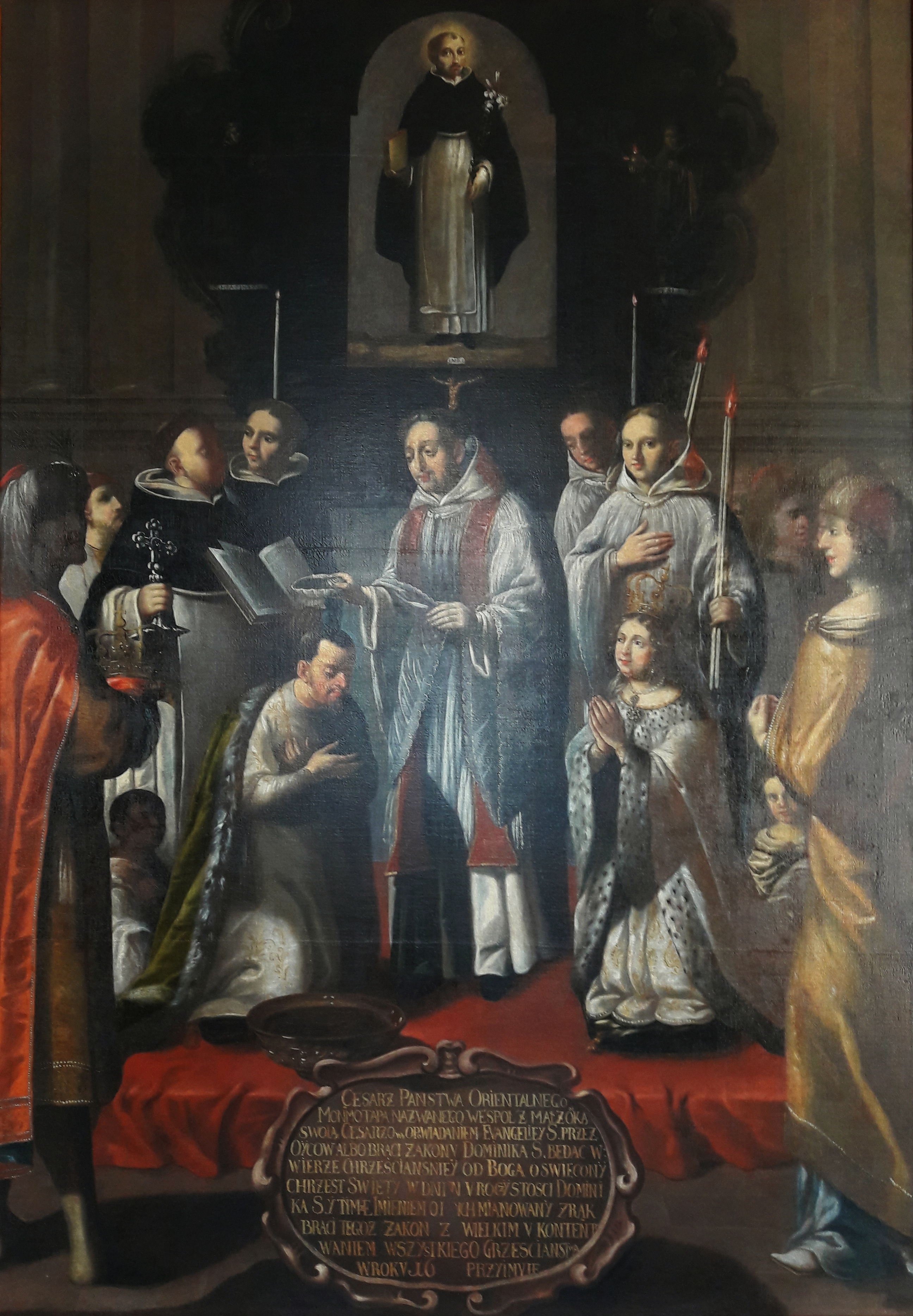
Хрещення мономотапського короля (Люблінський домініканський монастир, 1683)

Євангелізація Мозамбіку почалася на початку XVI століття зусиллями португальських місіонерів. До прибуття європейців країна перебувала під арабсько-ісламським впливом. Першими проповідниками християнства стали францисканці під проводом Алвареша Коїмбрського, який 1500 року організував місію в Мозамбіку.
1560 року до країни прибули єзуїти. Завдяки їхній діяльності місцевий мономотапський правитель Негомо Шірісамуру та члени його двору прийняли хрещення.
Домініканці також брали активну участь в цивілізаційній місії в регіоні. Їхній представник Жуан душ Сантош склав фундаментальну працю з географії та етнології Мозамбіку: «Східна Ефіопія і різні історії про значні справи Сходу» (1609).
Після повернення єзуїтів у 1610 році на їхнє місце прибули кармеліти.
1612 року папа Павло V заснував Мозамбіцьку апостольську адміністрацію, що підпорядковувалася архідіоцезії в індійському місті Гоа.
До проголошення незалежності Мозамбіку від Португалії в 1975 році, християнізацію краю проводили, переважно, португальські священики і ченці.
1940 року на теренах Мозамбіку була створена окрема Лоренсу-Маркешська провінція і архідіоцезія.
1988 року папа Іван-Павло II відвідав Мозамбік зі пасторським візитом і призначив першого мозамбіцького кардинала з числа місцевого населення.
9 грудня 2011 року Святий Престол і уряд Мозамбіку підписали конкордат, який визначив юридичний статус Католицької церкви в країні.

## Дієцезії

### Хронологія

#### Португальський Мозамбік
- 21 січня 1612: створена Апостольська адміністрація Мозамбіку на основі Сан-Томеської діоцезії[4].
- 1783 рік: Апостольська адміністрація Мозамбіку перетворена на Територіальну прелатуру Мозамбіку[4].
- 4 вересня 1940: на основі Територіальної прелатури Мозамбіку створено Лоренсу-Маркешську архідіоцезію, а також Бейрівську і Нампульську діоцезії[4].
- 6 жовтня 1954: створена Келіманська діоцезія шляхом виокремлення зі складу Бейрівської діоцезії[5].
- 5 квітня 1957: створена Порту-Амелійська діоцезія шляхом виокремлення зі складу Нампульської діоцезії[6].
- 6 травня 1962: створена Тетівська діоцезія шляхом виокремлення зі складу Бейрівської діоцезії[5].
- 3 серпня 1962: створена Інямбанська діоцезія шляхом виокремлення зі складу Лоренсу-Маркешської архідіоцезії[4].
- 21 липня 1963: створена Віла-Кабральська діоцезія шляхом виокремлення зі складу Нампульської діоцезії[6].
- 19 червня 1970: створена Жуан-Бельська діоцезія шляхом виокремлення зі складу Лоренсу-Маркешської архідіоцезії[4].

#### Незалежний Мозамбік
- 29 липня 1976: Віла-Кабральська діоцезія перейменована на Лішингську діоцезію[7].
- 18 серпня 1976: Лоренсу-Маркешська архідіоцезія перейменована на Мапутську архідіоцезію[4].
- 17 вересня 1976: Порту-Амелійська діоцезія перейменована на Пембську діоцезію[8].
- 1 жовтня 1976: Жуан-Бельська діоцезія перейменована на Шай-Шайську діоцезію[9].
- 4 червня 1984: Бейрівська діоцезія перетворена на Бейрівську архідоцезію[5]; Нампульська діоцезія перетворена на Нампульську архідіоцезію[6].
- 19 листопада 1990: створена Шімойська діоцезія шляхом виокремлення зі складу Бейрівської архідіоцезії[5].
- 11 жовтня 1991: створена Накальська діоцезія шляхом виокремлення зі складу Нампульської архідіоцезії[6].
- 6 грудня 1993: створена Гуруеська діоцезія шляхом виокремлення зі складу Келіманської діоцезії[10].

### Таблиця
- Мозамбіцька / Лоренсу-Маркешська / Мапутська церковна провінція
- Бейрівська церковна провінція
- Нампульська церковна провінція
- Архідіоцезія

| 1940               | 1954               | 1957               | 1962               | 1963               | 1970               | 1976        | 1984        | 1990        | 1991        | 1993        |
| ------------------ | ------------------ | ------------------ | ------------------ | ------------------ | ------------------ | ----------- | ----------- | ----------- | ----------- | ----------- |
| Лоренсу-Маркешська | Лоренсу-Маркешська | Лоренсу-Маркешська | Лоренсу-Маркешська | Лоренсу-Маркешська | Лоренсу-Маркешська | Мапутська   | Мапутська   | Мапутська   | Мапутська   | Мапутська   |
| Лоренсу-Маркешська | Лоренсу-Маркешська | Лоренсу-Маркешська | Лоренсу-Маркешська | Лоренсу-Маркешська | Жуан-Бельська      | Шай-Шайська | Шай-Шайська | Шай-Шайська | Шай-Шайська | Шай-Шайська |
| Лоренсу-Маркешська | Лоренсу-Маркешська | Лоренсу-Маркешська | Інямбанська        |                    |                    |             |             |             |             |             |
| Бейрівська         | Бейрівська         | Бейрівська         | Бейрівська         | Бейрівська         | Бейрівська         | Бейрівська  | Бейрівська  | Бейрівська  | Бейрівська  | Бейрівська  |
| Бейрівська         | Бейрівська         | Бейрівська         | Бейрівська         | Бейрівська         | Бейрівська         | Бейрівська  | Бейрівська  | Шімойська   |             |             |
| Бейрівська         | Бейрівська         | Бейрівська         | Тетівська          | Тетівська          | Тетівська          | Тетівська   | Тетівська   | Тетівська   | Тетівська   | Тетівська   |
| Бейрівська         | Келіманська        | Келіманська        | Келіманська        | Келіманська        | Келіманська        | Келіманська | Келіманська | Келіманська | Келіманська | Келіманська |
| Бейрівська         | Келіманська        | Келіманська        | Келіманська        | Келіманська        | Келіманська        | Келіманська | Келіманська | Келіманська | Келіманська | Гуруеська   |
| Нампульська        | Нампульська        | Нампульська        | Нампульська        | Нампульська        | Нампульська        | Нампульська | Нампульська | Нампульська | Нампульська | Нампульська |
| Нампульська        | Нампульська        | Нампульська        | Нампульська        | Нампульська        | Нампульська        | Нампульська | Нампульська | Нампульська | Накальська  |             |
| Нампульська        | Нампульська        | Нампульська        | Нампульська        | Віла-Кабральська   | Віла-Кабральська   | Лішингська  | Лішингська  | Лішингська  | Лішингська  | Лішингська  |
| Нампульська        | Нампульська        | Порту-Амелійська   | Порту-Амелійська   | Порту-Амелійська   | Порту-Амелійська   | Пембська    | Пембська    | Пембська    | Пембська    | Пембська    |